# Brooke Hogan
Brooke Ellen Bollea, più nota come Brooke Hogan (Tampa, 5 maggio 1988), è una cantante, modella e attrice statunitense.

## Biografia
Figlia del wrestler professionista Hulk Hogan e della conduttrice televisiva Linda Hogan, ha iniziato la sua carriera nel 2004 con la pubblicazione del suo singolo di debutto, Everything to Me, che avrebbe anticipato l'album di debutto This Voice. Ma visto lo scarso successo del singolo, la sua casa discografica ha deciso di non pubblicare l'album.
Brooke Hogan cambia casa discografica e nel 2006 pubblica la canzone About Us che entra nella top 40 dei singoli statunitensi. L'album Undiscovered ottiene un discreto successo, vendendo circa 127 000 copie. Dall'album vengono estratti altri due singoli che però non hanno successo.
Il 31 marzo 2009 viene pubblicato il singolo Falling e nel giugno dello stesso anno anche un mixtape, Judgement Day, che anticipa l'uscita del nuovo album The Redemption. Nonostante la collaborazione con artisti famosi come Colby O'Donis e Flo Rida e la popolarità del programma televisivo Brooke Knows Best, il nuovo disco non otterrà successo, vendendo solo poco più di 11 000 copie in tutto il mondo. Dall'album sono stati estratti altri due singoli che però non sono riusciti ad entrare nella classifica dei singoli statunitense e che non hanno garantito forti incrementi di crescita delle vendite.
Ha lavorato anche come modella e come attrice. In particolare il suo programma televisivo, Brooke Knows Best (originariamente Hogan Knows Best), è andato in onda anche in Italia sul canale MTV. Sono state già trasmesse due stagioni della trasmissione.

## Carriera

### World Wrestling Entertainment (2006)
Brooke fece la sua prima apparizione nella WWE il 25 luglio 2006 durante Saturday Night's Main Event XXXIII, insieme a suo padre. Giunse Randy Orton e cominciò a corteggiare Brooke per poi sfidare Hulk a un match da disputarsi al PPV SummerSlam. Successivamente nel parcheggio dell'arena, mentre Brooke salì in auto, Orton aggredì Hulk Hogan colpendolo con la sua mossa RKO. Orton sarebbe in seguito apparso a WWE Raw insieme ad una falsa famiglia Hogan, baciando sulla bocca una falsa Brooke.

### Total Nonstop Action Wrestling (2012–2013)
Dal 2012 al 2013 è stata sotto contratto con la TNA, federazione in cui all'epoca era presente "on-screen" anche il padre (come talent on-air).

## Vita privata
Nel 2015 una registrazione audio (e la sua trascrizione) relativa a suo padre Hulk Hogan che faceva commenti razzisti in relazione al fatto che lei uscisse con un uomo di colore in quel momento divennero il centro di una controversia che portò alla fine del contratto di Hulk con la WWE. Hulk Hogan dichiarò di essere il marito ideale e che avrebbe scatenato la "Hulkamania" su chiunque avesse sposato sua figlia. In risposta, Brooke scrisse una poesia per difenderlo, ma successivamente i loro rapporti si raffreddarono sempre più.
L'8 giugno 2022 Brooke sposò l'ex giocatore di hockey su ghiaccio Steven Oleksy, in una cerimonia privata svoltasi a Orlando, Florida.
Il 18 gennaio 2025 viene annunciato che la coppia ha avuto due gemelli, nati il 15 gennaio 2025.
Brooke si è a lungo estraniata dalla madre e, nel 2023, si è allontanata anche dal padre. Suo padre non incontrò mai i primi due figli di Brooke, che all'epoca erano anche i suoi unici nipoti, prima di morire.
A seguito della morte di suo padre Hulk Hogan avvenuta il 24 luglio 2025, ha scelto di non partecipare ai suoi funerali preferendo ricordarlo privatamente.

## Discografia
- 2006 –  Undiscovered
- 2009 – Judgement Day
- 2009 – The Redemption

## Filmografia
- Sand Sharks, regia di Mark Atkins (2011)
- 2-Headed Shark Attack, regia di Christopher Ray (2012)